# Socorro (Surigao del Norte)
Socorro è una municipalità di quinta classe delle Filippine, situata nella Provincia di Surigao del Norte, nella Regione di Caraga.
Socorro è formata da 14 baranggay:
- Albino Taruc
- Del Pilar
- Helene
- Honrado
- Navarro (Pob.)
- Nueva Estrella
- Pamosaingan
- Rizal (Pob.)
- Salog
- San Roque
- Santa Cruz
- Sering
- Songkoy
- Sudlon